# Финикс, Скип
Линн Уильям (Скип) Финикс (англ. Lynn William (Skip) Phoenix; род. 19 августа 1948, Аддис-Абеба) — канадский прыгун в воду и легкоатлет, выступавший в прыжках в длину и тройном прыжке; тренер. Участник летних Олимпийских игр 1976 года.

## Биография
Скип Финикс родился 19 августа 1948 года в эфиопском городе Аддис-Абеба.
Выступал в соревнованиях по прыжкам в воду за канадский «Этобикоук» из Торонто. В 1969—1970 годах дважды становился чемпионом университетской спортивной ассоциации Онтарио и Квебека в прыжках с метрового трамплина.
В 1976 году вошёл в состав сборной Канады на летних Олимпийских играх в Монреале. В прыжках с 3-метрового трамплина занял в квалификации 19-е место, набрав 458,10 очка и уступив 72,75 очка попавшему в финал с 8-го места Грегу Луганису из США.
Также занимался лёгкой атлетикой, выступал в прыжках в длину и тройном прыжке. В 1969 году был чемпионом Восточной Канады в обеих дисциплинах.
По окончании выступлений стал тренером. Был ведущим тренером Канады по прыжкам в воду, работал со сборной страны на Олимпийских играх, чемпионатах мира, Играх Содружества и Универсиадах. Четырежды признавался лучшим тренером года по версии Канадского межвузовского спортивного союза.